# 玉村方久斗
玉村 方久斗（たまむら ほくと、本名：善之助、1893年11月13日 - 1951年11月8日）は、大正から昭和初期に、日本画における前衛を追求したことで知られる日本画家。別号に、連城、北斗がある。本名の玉村善之助、またタマムラ・ゼンノスキーと名乗っての活動もあった。

## 経歴
京都市（後の中京区）の下駄問屋の家に生まれる。京都市立美術工芸学校から京都市立絵画専門学校（京都市立芸術大学の前身）に進んで菊池芳文に師事し、1915年に卒業した。岡本神草、甲斐庄楠音、入江波光らと日本画研究団体「密栗会」を結成し、展覧会を開催するが、並行して院展にも出品し入選する。
1916年に東京へ移り、院展を中心に活動し、1918年には「樗牛賞」を受賞したが、1919年を最後に院展を離れた。日本美術院からの脱退は、横山大観との対立が原因であったとされている。
以降、1921年には村雲殿一らと「高原会」を結成し、1922年には第一作家同盟（D・S・D）に参加、さらに、1924年から1925年にかけての三科、1926年の単位三科といった前衛芸術運動に加わって立体作品や版画に取り組み、雑誌『エポック』や『ゲエ・ギムギガム・プルルル・ギムゲム（G・G・P・G）』創刊に参画した。後には、雑誌『芸術市場』を創刊した。
この時期、玉村自身も人妻との恋愛が噂された中で、妻が、詩人の野川隆と駆け落ちをしてしまう。
1930年、方久斗社（ホクト社）を設立し、以降はもっぱら雅号である方久斗を用い、前衛とは異なる方向で日本画家として活動した。
1951年11月8日、東京都杉並区の自宅に於て逝去。享年58歳。

## 家族
エッセイストの玉村豊男は息子、八男である。※「父も母も再婚同士。父は自分が小学校に上がる前に病死した」と豊男が語っている。

## おもな著書
- 世の中：随筆、高見沢木版社、1939年
- 美術誌：随筆、河北書房、1942年
- 狸囃子 : 随筆、東江書房、1947年